# Pulau Karang Beras
Pulau Karang Beras är en ö i Indonesien. Den ligger i provinsen Banten, i den västra delen av landet, 60 km nordväst om huvudstaden Jakarta.
Terrängen på Pulau Karang Beras är varierad. Öns högsta punkt är 13 meter över havet. 